# نونتسیو فیلوگامو
نونتسیو فیلوگامو (انگلیسی: Nunzio Filogamo; ۲۰ فوریهٔ ۱۹۰۲ – ۲۴ ژانویهٔ ۲۰۰۲) مجری تلویزیون، خواننده، و هنرپیشه اهل ایتالیا بود.
از فیلم‌ها یا برنامه‌های تلویزیونی که وی در آن نقش داشته‌است می‌توان به آدم و حوا اشاره کرد.